# 5 карбованців «Благовіщенський собор Московського Кремля»
Благовіщенський собор Московського Кремля (рос. Благовещенский собор Московского Кремля) — ювілейна монета СРСР вартістю 5 карбованців, випущена 14 листопада 1989 року. Благовіщенський собор — православний храм на честь Благовіщення Богородиці, розташований на соборній площі Московського Кремля. Собор був побудований в 1489 році псковськими майстрами на місці старого собору початку XV століття і спочатку був трикупольним. Собор серйозно постраждав при пожежі 1547 року і відновлений в 1564 році, з надбудовою двох глав із західного боку. У 1572 до собору було прибудовано ґанок, згодом названий Грозненським. Частково зберігся розпис, зроблений в 1508 році художником Феодосієм, сином Діонісія, «з братією». Іконостас собору містить ікони, написані в 1405 році Андрієм Рубльовим і Феофаном Греком. До XVIII століття був домовою церквою Московських царів; його протопопи одночасно були духівниками царів. У петербурзький період придворний статус собору зберігся.

## Історія
З 1988 року випускалася серія монет номіналом у 5 карбованців, присвячена старовинним містам, пам'яткам архітектури, історичним місцям Росії. Ця серія монет випускалася аж до 1991 року. Монета карбувалася на Ленінградському монетному дворі (ЛМД).

## Опис та характеристики монети
| Номінал крб. | Метал                 | Маса грам | Діаметр мм. | Гурт                           | Тираж штук               |
| ------------ | --------------------- | --------- | ----------- | ------------------------------ | ------------------------ |
| 1            | мідно-нікелевий сплав | 19,8      | 35          | гладкий із заглибленим написом | 2 000 000 300 000 (пруф) |

### Аверс
У верхній частині диска — Державний герб Союзу Радянських Соціалістичних Республік (являє собою зображення серпа і молота на фоні земної кулі, в променях сонця і в обрамленні колосся, перев'язаних п'ятнадцятьма витками стрічки); під гербом — напис «СССР», знизу — велика цифра «5», під нею — півколом розміщено слово «РУБЛЕЙ» ще нижче уздовж канта знаходиться дата випуску монети — «1989».

### Реверс
В центрі зображення Благовіщенського собору. Під ним декоративний візерунок. Ще нижче напис «МОСКВА». Вгорі уздовж зовнішнього ободку монети півколом напис «БЛАГОВЕЩЕНСКИЙ СОБОР». Праворуч від собору дата «1489». Під нею декоративна гілка.

### Гурт
Два вдавлені написи «ПЯТЬ РУБЛЕЙ», між ними дві вдавлені п'ятикутні зірки.

## Автори
- Художник: А. В. Бакланов
- Скульптор: С. М. Іванов

## Вартість монети
Ціну монети — 5 карбованців встановив Держбанк СРСР у період реалізації монети через його філії. Сучасна вартість монети звичайного випуску серед колекціонерів України (станом на 2014 рік) становить понад 50 гривень.